# Marie Bäumer

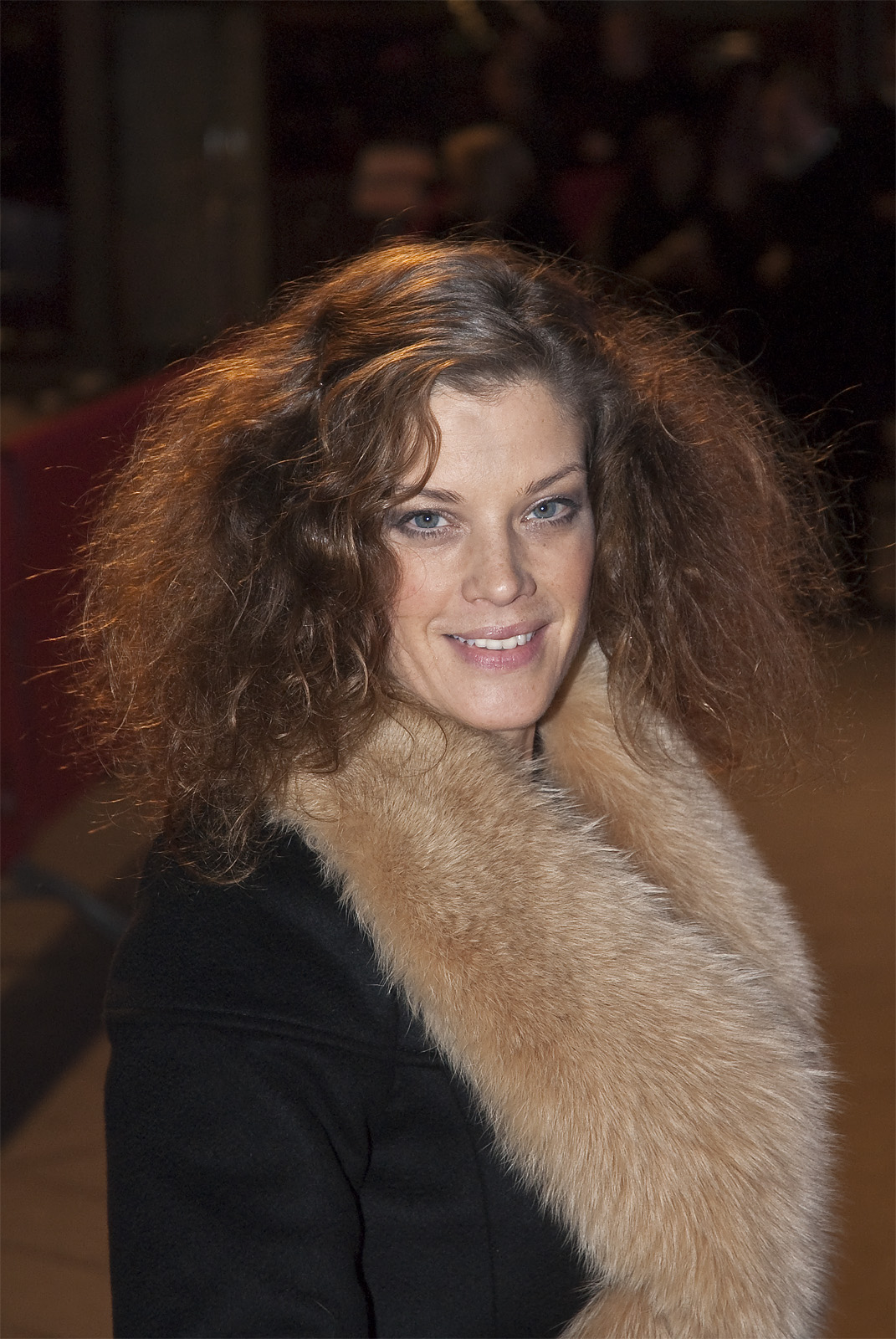
Marie Bäumer

Marie Bäumer (n. ca Henrike Marie Bäumer, n. 7 mai 1969, Düsseldorf, Germania) este o actriță germană.

## Biografie
Ea este fiica unui aritect și a unei psihologe, care s-a născut în Rheinland dar a crescut în Hamburg, unde a promovat gimnaziul iar dramaturgia a studiat-o la Scuola Teatro Dimitri in Verscio (Tessin). Între anii 1994 - 1996 a urmat cusurile la școala superioară de muzică și teatru din Hamburg. Deja în timpul studiul a primit un rol în filmul comic „Männerpension”. Pentru rolul jucat în filmul „Der alte Affe Angst” este distinsă în anul 2002 cu premiul cinematografic din Bavaria. A mai jucat și în diferite piese de teatru în Hamburg. În ianuarie 2011 a regizat pentru prima oară în piesa de teatru „Abschied” în același an este distinsă cu Premiul Adolf Grimme.
Marie Bäumer are un fiu cu actorul Nicki von Tempelhoff, de care se desparte în iulie 2009.

## Filmografie selectivă
- 1994 Das Schwein – Eine deutsche Karriere, Regie: Ilse Hofmann (film TV)
- 1995 Männerpension regia Detlev Buck)
- 1995 Fünf Millionen und ein paar Zerquetschte, regia Andy Bausch (film TV)
- 1996 Sieben Monde, regia Peter Fratzscher
- 1996 Kalte Küsse, regia Carl Schenkel (film TV)
- 1997 König auf Mallorca, regia Krystian Martinek (film TV)
- 1998 Neonnächte, regia Peter Ily Huemer (film TV)
- 1999 Latin Lover – Wilde Leidenschaft auf Mallorca, regia Oskar Roehler (film TV)
- 2000 Krieger und Liebhaber, regia Udo Wachtveitl (TV)
- 2001 Der Schuh des Manitu, regia Michael Herbig
- 2001 Die Auferstehung, regia Vittorio și Paolo Taviani
- 2001 She – Herrscherin der Wüste', regia Timothy Bond
- 2002 Poppitz, regia Harald Sicheritz
- 2002 Napoleon, regia Yves Simoneau (TV)
- 2002 Viel passiert – Der BAP-Film, regia Wim Wenders
- 2003 Adam & Eva, regia Paul Harather
- 2003 Der alte Affe Angst, regia Oskar Roehler
- 2004 Wellen, regia Vivian Naefe (TV)
- 2004 Die Kühe sind los (voce sincron pentru Mrs. Calloway)
- 2005 Ein toter Bruder, regia Stefan Krohmer (TV)
- 2005 Heimliche Liebe – Der Schüler und die Postbotin, regia Franziska Buch (TV)
- 2005 Dresden, regia Roland Suso Richter (TV)
- 2005 Swinger Club, regia Jan Schütte
- 2007 Falsificatorii (Die Fälscher), regia Stefan Ruzowitzky
- 2007 Muttis Liebling, regia Xaver Schwarzenberger (TV)
- 2007 Armin, regia Ognjen Svilicic
- 2007 Alte Freunde, regia Friedemann Fromm (TV)
- 2008 10 Sekunden, regia Nikolai Rohde
- 2009 Mitte Ende August, regia Sebastian Schipper
- 2009 Haus und Kind, regia Andreas Kleinert (film TV)
- 2010 Die Grenze, regia Roland Suso Richter (TV)
- 2010 Im Angesicht des Verbrechens, regia Dominik Graf (TV)
- 2010 Der grosse Kater, regia Wolfgang Panzer
- 2010 Der letzte Weynfeldt, regia Alain Gsponer (TV)